# John Stuart Williams

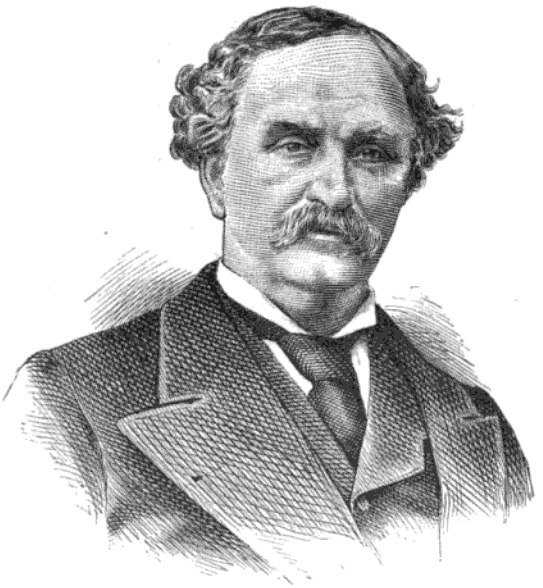
John Stuart Williams

John Stuart Williams, född 10 juli 1818 i Montgomery County, Kentucky, död 17 juli 1898 i Mount Sterling, Kentucky, var en amerikansk demokratisk politiker och brigadgeneral i Amerikas konfedererade staters armé under amerikanska inbördeskriget. Han representerade delstaten Kentucky i USA:s senat 1879–1885.
Williams utexaminerades 1839 från Miami University i Oxford, Ohio. Han studerade sedan juridik och inledde 1840 sin karriär som advokat i Paris, Kentucky. Han deltog i mexikansk-amerikanska kriget och befordrades till överste.
Williams var överste i konfederationens armé i början av inbördeskriget. Han befordrades 1862 till brigadgeneral. Efter kriget var han verksam som jordbrukare i Winchester, Kentucky. Han var elektor för Samuel J. Tilden i presidentvalet i USA 1876.
Williams efterträdde 1879 Thomas C. McCreery i USA:s senat. Han efterträddes 1885 av Joseph Clay Stiles Blackburn. Williams avled 1898 i Mount Sterling och gravsattes på Winchester Cemetery i Winchester.